# 反藤森主义

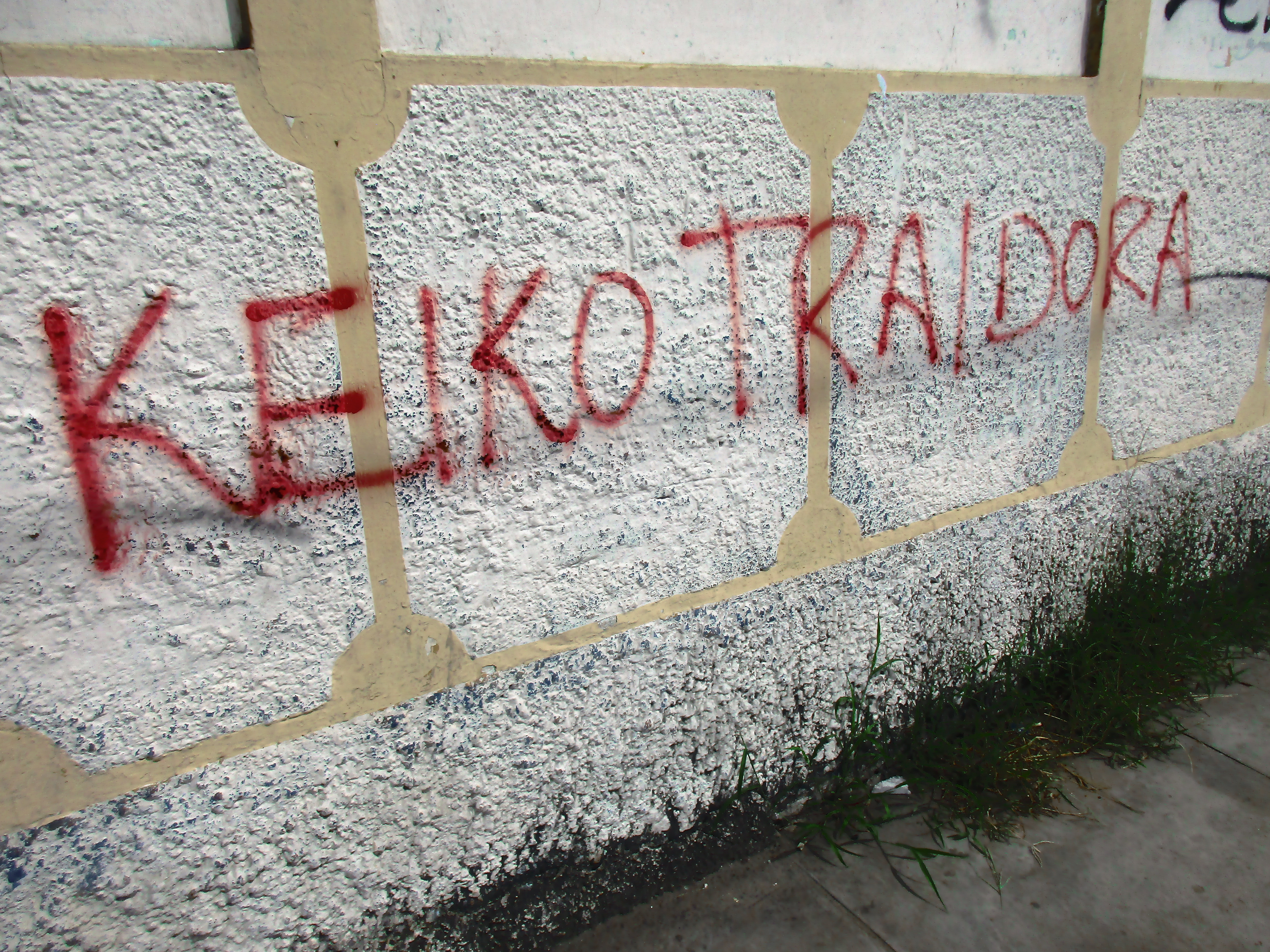
反对藤森惠子的涂鸦

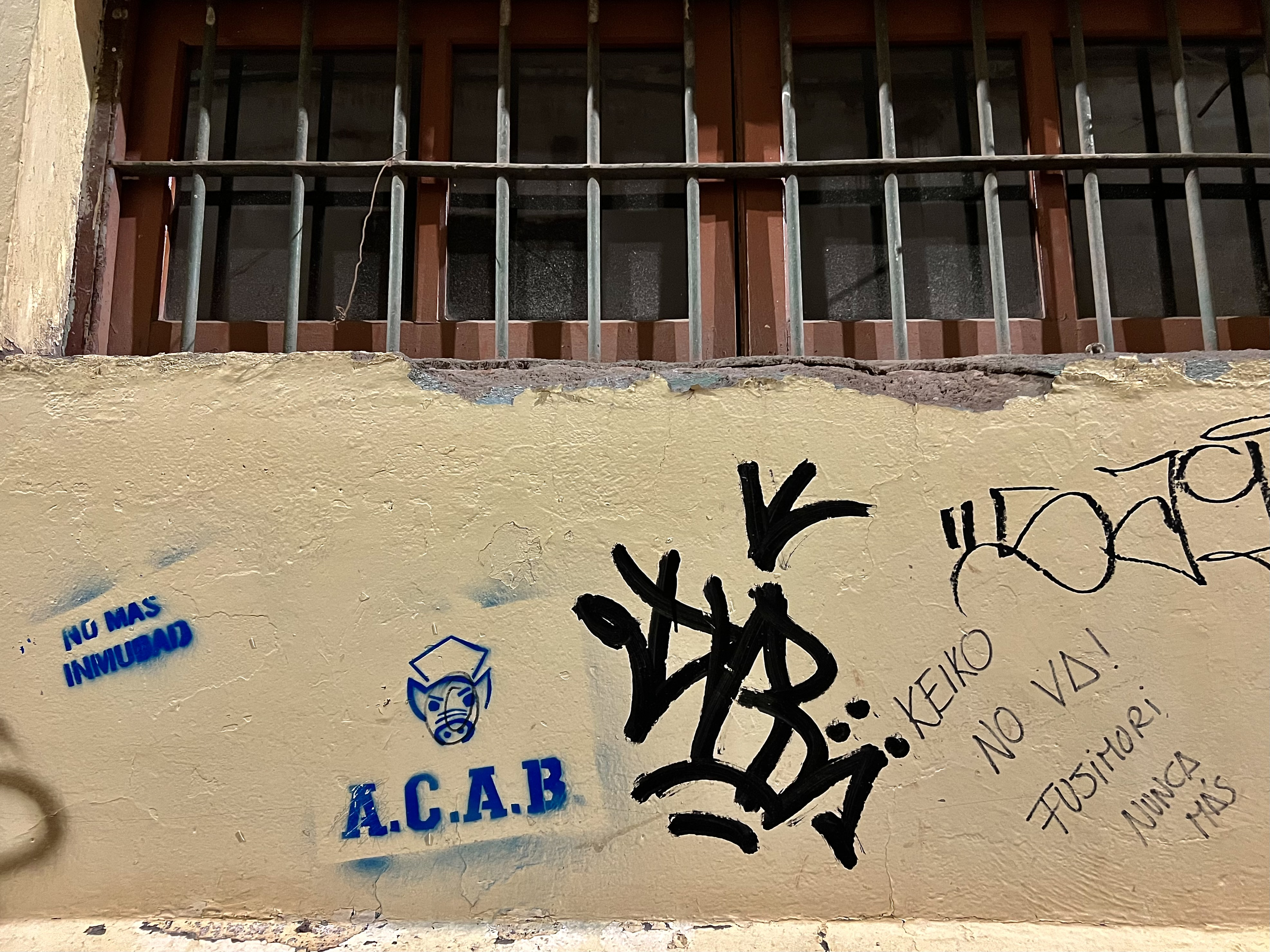
2021年秘鲁大选后，“A.C.A.B”标语写在库斯科的反藤森主义涂鸦旁

反藤森主义（西班牙語：antifujimorismo）是一个反对藤森主义的政治运动，藤森主义是秘鲁前总统阿尔韦托·藤森及其女儿藤森惠子倡导的意识形态。该运动在政治光谱上得到了广泛支持，来自左翼、中间派和右翼的许多反对者都站出来反对藤森主义。该运动在1992年秘鲁自我政变后正式组织起来，在那次政变中，藤森通过单方面解散秘鲁国会，非法为自己增加了额外的权力。在他统治的剩余时间内（1992年—2000年），该运动强烈反对其政府日益专制和民粹的措施。藤森统治结束后，反藤森主义联盟成为秘鲁大选中最具影响力的反对声音之一，反对一系列藤森主义政党（包括2000年的“秘鲁2000”、2001年的“变革90—新多数派”、2006年的“争取未来联盟”，以及2011年、2016年和2021年的“人民力量”）。
反藤森主义被形容为“最大的非正式政治团体”或“秘鲁最大的政党”，因为它在连续几次大选中击败了藤森主义候选人藤森惠子，她在2011年、2016年和2021年的总统选举中均以微弱差距败选。该运动还反对藤森惠子的竞选承诺，即赦免阿尔韦托·藤森，他因侵犯人权、腐败等罪行而被定罪。
反藤森主义的支持者声称其目标是“捍卫民主和国家尊严”以及“确保法律和宪法的遵守”。他们还指责藤森主义者企图“行使不受控制或监督的权力”并“逃避司法审判”。反藤森主义的批评者则认为该运动“基于仇恨和复仇”，并涉及“颠覆性”的政治团体。